# Euopius paganus
Euopius paganus är en stekelart som beskrevs av Fischer 1969. Euopius paganus ingår i släktet Euopius och familjen bracksteklar. Inga underarter finns listade i Catalogue of Life.